# Миколай Кішка (1588—1644)
Микола́й Кі́шка (пол. Mikołaj Kiszka; бл. 1588 — 31 травня 1644) — литовський канцлер і підскарбій (1640—1644). Представник шляхетського роду Кишок гербу Домброва. Син жмудського старости Станіслава. Воєвода дерптський (1617—1627), мстиславський воєвода (1627—1636), троцький каштелян (1636—1640), підскарбій великий литовський, литовський канцлер (1640—1644), староста вількомирський (1622—1638), волковиський (з 1637), ґераненський (з 1641), могилівський (з 1644). Також — Миколай II Кішка.

## Біографія
Народився близько 1588 року. Син жмудського старости Станіслава Кішки.
1617 року став дерптським воєводою, а 1627 року — мстиславським.
1621 року призначений вількомирським старостою (до 1633)
1632 року був електором короля Владислава IV від Мстиславського воєводства.
1633 року призначений волковиським старостою (до 1637).
1637 року призначений  вількомирським старостою (до 1637).
1636 року призначений троцьким каштеляном.
1640 року призначений литовським підскарбієм.
Тричі був маршалком Литовського трибуналу (1617, 1623, 1637).
Фундував бернардинський монастир в Ів'ї.
Помер 31 травня 1644 року.

## Сім'я
- Батько: Станіслав III Кішка, жмудський староста
- Мати: Єлизавета Сапега
- Брат: Станіслав Кішка (1584—1626), єпископ жмудський
- Дружина: Барбара II Радзивіл